# Greg Adams (jégkorongozó, 1963)
Greg Daren "Gus" Adams (Kanada, Brit Columbia, Nelson, 1963. augusztus 1. –) profi jégkorongozó. A családneve hivatalosan Adamakos.

## Karrier
Nem draftolták az NHL-ben hanem a New Jersey Devils 1984. június 24-én leigazolta. Itt három szezont játszott majd a Vancouver Canuckshoz került 1987. szeptember 15-én Kirk McLeannel Patrik Sundströmért és egy negyedik körös draftjogért az 1988-as NHL-drafton (Matt Ruchty). Vancouverben nyolc szezont töltött. Az 1994-es Stanley-kupa Nyugati Konferencia döntőjében ő lőtte be a csapatot a döntőbe miután az ötödik mérkőzésen a hosszabbításban a Toronto ellen betalált. A döntőben A Rangers ellen szintén betalált az első mérkőzés hosszabbításában de végül elvesztették a kupa döntőt. Az 1994-95 szezonban a Dallas Starshoz került. Dallasban négy szezon után átkerült a Phoenix Coyoteshoz két szezon erejéig. Ezután egy szezont töltött a Florida Panthersnél majd az NHL-ből visszavonult. Egy szezont még a német ligában töltött majd végleg visszavonult.
Nagyszerű gól lövő volt, sajnos sérülékeny is volt így csak egy teljes szezont tudott játszani a többi csonka volt.

## Elismerései
- NHL All-Star Gála: 1988

## Karrier statisztika
| 1980–1981       | Kelowna Buckaroos           | BCJHL           | 48   | 40  | 50  | 90  | 16  | —  | —  | —  | —  | —  |
| 1982–1983       | Northern Arizona University | NCAA            | 29   | 14  | 21  | 35  | 46  | —  | —  | —  | —  | —  |
| 1983–1984       | Northern Arizona University | NCAA            | 26   | 44  | 29  | 73  | 34  | —  | —  | —  | —  | —  |
| 1984–1985       | Maine Mariners              | AHL             | 41   | 15  | 20  | 35  | 12  | 11 | 3  | 4  | 7  | 0  |
| 1984–1985       | New Jersey Devils           | NHL             | 36   | 12  | 9   | 21  | 14  | —  | —  | —  | —  | —  |
| 1985–1986       | New Jersey Devils           | NHL             | 78   | 35  | 42  | 77  | 30  | —  | —  | —  | —  | —  |
| 1986–1987       | New Jersey Devils           | NHL             | 72   | 20  | 27  | 47  | 19  | —  | —  | —  | —  | —  |
| 1987–1988       | Vancouver Canucks           | NHL             | 80   | 36  | 40  | 76  | 30  | —  | —  | —  | —  | —  |
| 1988–1989       | Vancouver Canucks           | NHL             | 61   | 19  | 14  | 33  | 24  | 7  | 2  | 3  | 5  | 2  |
| 1989–1990       | Vancouver Canucks           | NHL             | 65   | 30  | 20  | 50  | 18  | —  | —  | —  | —  | —  |
| 1990–1991       | Vancouver Canucks           | NHL             | 55   | 21  | 24  | 45  | 10  | 5  | 0  | 0  | 0  | 2  |
| 1991–1992       | Vancouver Canucks           | NHL             | 76   | 30  | 27  | 57  | 26  | 6  | 0  | 2  | 2  | 4  |
| 1992–1993       | Vancouver Canucks           | NHL             | 53   | 25  | 31  | 56  | 14  | 12 | 7  | 6  | 13 | 6  |
| 1993–1994       | Vancouver Canucks           | NHL             | 68   | 13  | 24  | 37  | 20  | 23 | 6  | 8  | 14 | 2  |
| 1994–1995       | Vancouver Canucks           | NHL             | 31   | 5   | 10  | 15  | 12  | —  | —  | —  | —  | —  |
| 1994–1995       | Dallas Stars                | NHL             | 12   | 3   | 3   | 6   | 4   | 5  | 2  | 0  | 2  | 0  |
| 1995–1996       | Dallas Stars                | NHL             | 66   | 22  | 21  | 43  | 33  | —  | —  | —  | —  | —  |
| 1996–1997       | Dallas Stars                | NHL             | 50   | 21  | 15  | 36  | 2   | 3  | 0  | 1  | 1  | 0  |
| 1997–1998       | Dallas Stars                | NHL             | 49   | 14  | 18  | 32  | 20  | 12 | 2  | 2  | 4  | 0  |
| 1998–1999       | Phoenix Coyotes             | NHL             | 75   | 19  | 24  | 43  | 26  | 3  | 1  | 0  | 1  | 0  |
| 1999–2000       | Phoenix Coyotes             | NHL             | 69   | 19  | 27  | 46  | 14  | 5  | 0  | 0  | 0  | 0  |
| 2000–2001       | Florida Panthers            | NHL             | 60   | 11  | 12  | 23  | 10  | —  | —  | —  | —  | —  |
| 2001–2002       | Frankfurt Lions             | DEL             | 50   | 18  | 24  | 42  | 88  | —  | —  | —  | —  | —  |
| NHL Összesített | NHL Összesített             | NHL Összesített | 1056 | 355 | 388 | 743 | 326 | 81 | 20 | 22 | 42 | 16 |

## Külső hivatkozások
- Életrajz
- Statisztika
- Statisztika
- Videók